# Китайско-северокорейская граница
Китайско-северокорейская граница (кит. трад. 中國—朝鮮邊界, упр. 中国—朝鲜边界, пиньинь Zhōngguó—Cháoxiǎn biānjiè; кор. 조선민주주의인민공화국-중화인민공화국 국경?, 朝鮮民主主義人民共和國-中華人民共和國國境?, Чосон Минджуджуый Инмин Конхвагук — Чунхва Инмин Конхвагук Куккён) — государственная граница между КНР и КНДР. Протяжённость границы составляет 1420 км. Реки Ялуцзян и Туманган, гора Пэктусан являются разграничителями между двумя странами.

## Общие сведения
В отличие от государственной границы с Россией и демилитаризованной зоной с Республикой Корея, китайско-северокорейская граница к 2006 году усиленно не охранялась. Торговля между КНР и КНДР идёт через эту границу. Большая часть торговли между КНР и КНДР осуществляется через крупный город Даньдун в Ляонине, который находится на границе с КНДР. В 2006 году Норимицу Ониси из газеты «The New York Times» заявил, что для КНДР эта граница была «дорогой жизни, ведущей во внешний мир».
Многие беженцы из КНДР бежали в КНР через эту границу. Государственный совет КНР передал полномочия по охране границы от полиции Министерства общественной безопасности Народно-освободительной армии Китая в 2003 году. Правительство КНР пыталось справиться с потоком беженцев так, чтобы это не дестабилизировало КНДР. В 2006 году со стороны Китая был построен забор на китайско-северокорейской границе. Заборы в основном были поставлены там, где река Ялуцзян наиболее узкая и имеет низкие берега.
Обслуживание китайских сотовых телефонов распространяется на 10 км вглубь территории КНДР, что привело к развитию чёрного рынка китайских сотовых телефонов в приграничных регионах. Международные звонки в сетях сотовой связи в КНДР строго запрещены, поэтому нарушители подвергают себя опасности, приобретая телефоны с возможностью осуществления международного вызова. Во время своего визита в Даньдуне, Питер Хесслер заметил, что свадебные пары, арендуя лодку, надевают спасательные средства при приближении к государственной границе КНДР, чтобы сделать фотографии[прояснить].

## Железнодорожное сообщение
Существуют железнодорожные переезды через границу в Даньдун, Гирин и Тумэнь.
Даньдун, в провинции Ляонин КНР, находится в 274 км к востоку от Шэньяна в устье реки Ялуцзян напротив северокорейского города Синыйджу в провинции Пхёнан-Пукто. Это широко используемое железнодорожное сообщение между двумя странами. Гирин, находящийся вверх по течению реки Ялуцзян в одноимённой китайской провинции и в 400 км по железной дороге от Сыпина, связан с северокорейским городом Манпхо в провинции Чагандо. Тумэнь также находится в провинции Гирин и в 527 км от Чанчуня и на против северокорейского города Намяна в провинции Хамгён-Пукто через реку Туманган.
Существует 4 еженедельных поезда с «жёсткими» и «мягкими» спальными вагонами — это классы комфортности в системе пассажироперевозок по железным дорогам в КНР, которые осуществляют рейсы из Пекина до Пхеньяна, с присоединением состава поезда «Восток», следующего из Москвы через Харбин, Шэньян и Даньдун.